# 건갈린구
건갈린구(영어: District of Gungahlin)는 오스트레일리아 오스트레일리아 수도 준주의 행정 구역이다. 넓이는 90.6km2이고, 인구는 2011년 기준으로 46,971명이다. 캔버라시티(Canberra City)에서 북쪽으로 10km 정도 떨어진 곳에 위치한다. 1990년대에 개발되었다.

## 행정 구역
18개 동이 있다.
- 건갈린 동
- 난나월 동
- 니콜스 동
- 몬크리프 동
- 미첼 동
- 버너 동
- 스로스비 동
- 애마루 동
- 잭아 동
- 케니 동
- 케이시 동
- 크레이스 동
- 킨리사이드 동
- 테일러 동
- 팔머스턴 동
- 포드 동
- 프랭클린 동
- 해리슨 동

## 같이 보기
- 캔버라